# Marie Laura Förster
Marie Laura Förster (* 9. März 1817 in Dresden; † 28. April 1856 ebenda) war eine deutsche Schriftstellerin.

## Leben
Sie kam als älteste Tochter des Schriftstellers Karl August Förster in Dresden zur Welt. Bereits im Alter von sieben Jahren verfasste sie erste Gedichte und eignete sich Kenntnisse in verschiedenen Sprachen und der allgemeinen Wissenschaft an. Mit 16 Jahren übernahm sie die Erziehung ihrer jüngeren Schwester.
Nach dem Tod des Vaters im Jahr 1841 unternahm sie mit befreundeten Familien zahlreiche Reisen, die sie durch ganz Sachsen, aber auch nach Süddeutschland, Volhynien und Südrussland führten, wo sie zwei Jahre blieb. Im Jahr 1853 weilte sie in Italien und verstarb 1856 in Dresden.
Förster verarbeitete ihre Reisen in ihrem Werk Briefe aus Südrußland während eines Aufenthalts in Podolien, Volhynien und der Ukraine, das 1856 erschien. Daneben war sie seit den 1840er-Jahren auch als Übersetzerin tätig.

## Werke
- 1843: Das Leben der Margarete Davidson von Irwing (Übersetzung, Original von Washington Irving)
- 1848: Das Leben der Laurentia Maria Davidson von Anna Sedgwick (Übersetzung, Original von Catharine Sedgwick)
- 1856: Briefe aus Südrußland während eines Aufenthalts in Podolien, Volhynien und der Ukraine
- 1856: Die Geschwister (Erzählung, 8. Auflage 1879)
- 1857: Gedichte